# Elternaufwand

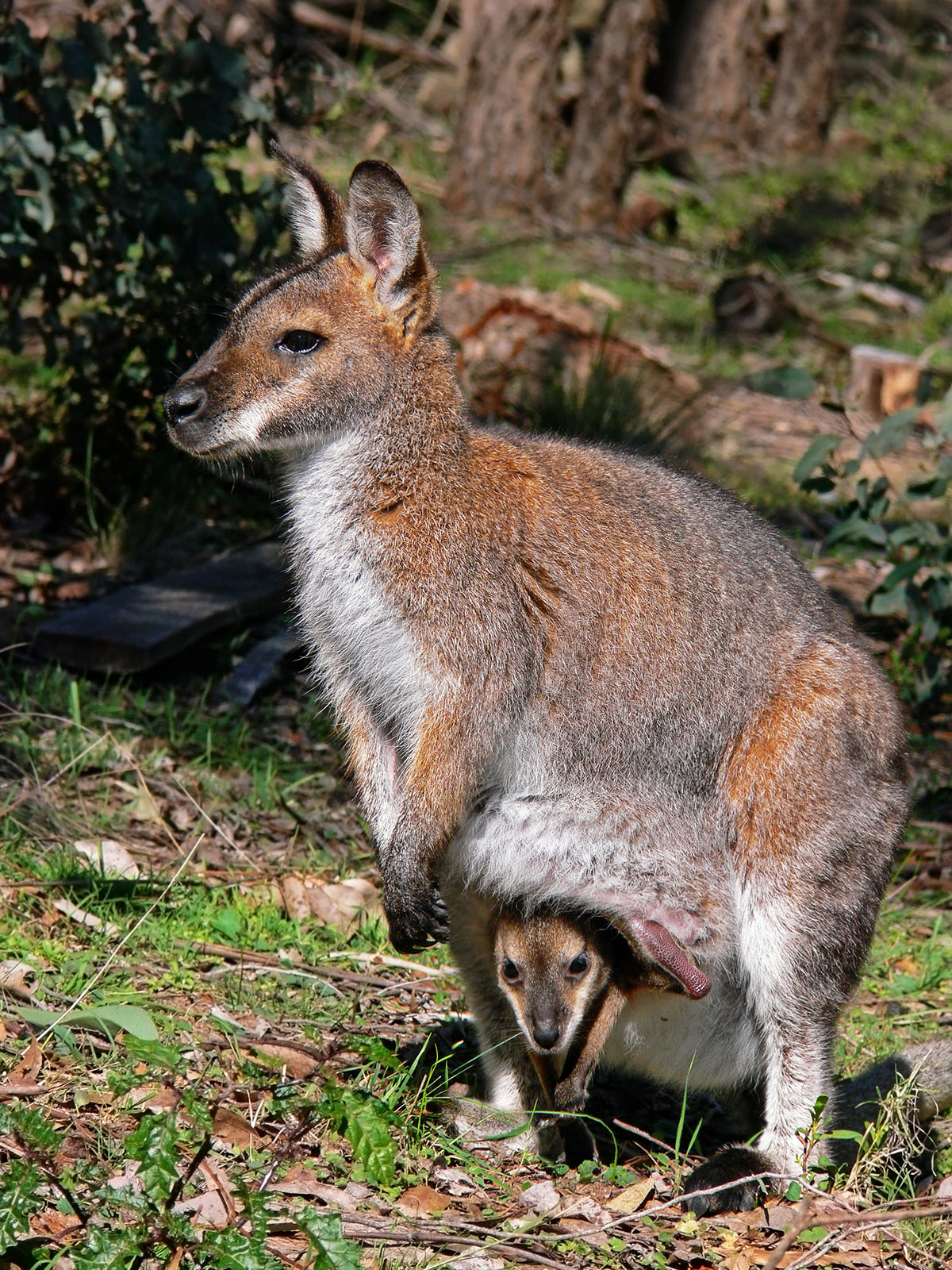
Bei Säugetieren liegt der höhere elterliche Aufwand bei der Mutter, auch bedingt durch Schwangerschaft, Geburt, Stillzeit und eine mögliche zusätzliche, nachgeburtliche Tragzeit

Elternaufwand oder die elterliche Investition bezeichnet in der Evolutionstheorie jeden Aufwand den die Eltern betreiben, um eine optimale Fitness und somit das Überleben ihrer Nachkommen sicherzustellen.
Die Anforderungen des jeweiligen Lebensraumes, einschließlich der Verfügbarkeit von Nahrung, Unterschlupf, Sexualpartnern und Feinden, wirken sich ebenso aus, wie der körperliche Aufwand, der durch die Produktion von Keimzellen, Schwangerschaft und Brutfürsorge anfällt. Bei Säugetieren kommen Belastungen durch Geburt, Säugen, Versorgen und das Herumtragen ihrer jungen Traglinge hinzu. Die Partnerwahl geht in der Regel von dem Partner aus, der die höhere Investition zu leisten hat, bei den meisten Tierarten (sowie beim Menschen), das weibliche Tier (oder die Frau).
Im Falle eines Misserfolges aufgrund einer Fehleinschätzung, verlieren Eltern schlimmstenfalls den eigenen Nachwuchs und haben somit Zeit und Kraft verloren, die für das Aufziehen weiteren Nachwuchses nicht mehr zur Verfügung stehen.
Bei der großen Mehrzahl von Säugetieren liegt die elterliche Investition für weibliche Tiere deutlich höher als für männliche. Aus diesem Grund sind die Weibchen wählerischer und entscheiden in der Regel, welche Männchen sich mit ihnen fortpflanzen dürfen und haben weniger Interesse an unverbindlichen sexuellen Begegnungen (im Sinne von Gelegenheitssex).

## Entstehung des Begriffs und Geschichte
Im Jahr 1859 begründete Charles Darwin durch sein Hauptwerk Über die Entstehung der Arten, (engl. On the Origin of Species) die Evolutionsbiologie einschließlich der sexuellen Selektion. Mit Hilfe der Evolutionsbiologie ließ sich erstmals das unterschiedliche Fortpflanzungsverhalten, einschließlich der geschlechtsspezifischen Paarungsbereitschaft erklären.
Das Konzept des parental investments („Elternaufwand“) wurde 1972 vom amerikanischen Soziobiologen Robert Trivers als Verfeinerung des Bateman-Prinzips vorgestellt und prognostiziert die Intensität des Wettbewerbs oder der Balz vor der Paarung und trifft Aussagen darüber wie Fortpflanzungspartner, im Sinne der sexuellen Selektion ausgewählt werden.
Dabei entscheidet auch das Geschlecht über die Anzahl der Nachkommen, die ein Elternteil in einer Fortpflanzungsperiode oder in ihrem Leben hervorbringen kann.
Demnach wählt der Elternteil, der den höheren Aufwand zum Fitnessgewinn der Nachkommen betreibt, seinen Sexualpartner nach bestimmten Kriterien aus, während der mit dem geringeren Aufwand mit seinen Geschlechtsgenossen in Konkurrenz tritt. Da in der Regel das Weibchen den höheren Aufwand betreibt, findet die Auswahl des Sexualpartners durch die künftige Mutter statt, während sich die härteren Konkurrenzkämpfe häufiger bei den Männchen finden. Weibchen versuchen dabei, je nach Spezies, Partner zu finden, die sich an der Aufzucht der Jungen beteiligen. Für männliche Tiere ist es, unabhängig zu welcher Spezies sie gehören, ein Anliegen keine Kuckuckskinder großzuziehen, deren biologischer Vater ein anderer ist.
Schon damals stellte Trivers fest, dass Männchen ihren Fortpflanzungserfolg maximieren können, wenn sie sich in der Rangordnung gegen andere durchsetzen und sich mit mehreren Weibchen fortpflanzen können.

## Elterliche Investition als Teil des Sexualverhaltens
Im Tierreich kalkulieren beide Partner den Aufwand, den sie für die Aufzucht ihres Nachwuchses leisten müssen bereits bei der Partnerwahl mit ein.
Im Tierreich gibt es drei Vorstufen der elterlichen Investition:
- die Partnersuche
- die Partnerwahl (ggf. nach einer Balz oder einem Begattungsvorspiel) einschließlich der Paarungsbereitschaft
- die eigentliche Begattung.

Ist der Elternaufwand gering, fällt die Paarbindung weniger stark aus, bei diesen Arten kommt es deutlich häufiger promiskuitive Paarungen.

### Die Balz
Wenn aus verschiedenen Partnern ausgewählt werden soll, so sind die Kriterien bei der sexuellen Selektion insbesondere Gesundheit und genetische Fitness. Je nachdem wie hoch der jeweilige Elternaufwand bei der Aufzucht der Jungen für die jeweiligen Partner ausfällt, gibt es sehr unterschiedliche Formen von Paarbeziehungen zwischen Männchen und Weibchen. Die Balz dient vielen Tierarten zur Anbahnung einer Paarungsbereitschaft.
Im Tierreich hat die Balz als ritualisiertes Begattungsvorspiel die Funktion, den Sexualpartner paarungsbereit zu machen.
Eng miteinander verwandte Arten vermeiden die Kreuzung zweier Arten (und das daraus resultierende Entstehen von Bastarden), indem sie sich durch ihre Balzrituale voneinander abgrenzen. Die Weibchen paaren sich überdurchschnittlich oft mit dem Männchen, welches die stärksten Reize zu bieten hat und tragen somit durch Weibchenwahl (Female Choice) zur Verstärkung des Sexualdimorphismus bei.

#### Brunft und Brunst: Werbendes Verhalten bei Säugetieren
Bei Säugetieren wird das ritualisierte Begattungsvorspiel nicht Balz, sondern Brunft (oder Brunst) genannt.
- Paarungsbereite Giraffenbullen prüfen die Empfängnisbereitschaft der Weibchen, indem sie an deren Urin schnüffeln, und wehren Konkurrenten erbitterter ab, wenn die Weibchen fruchtbar sind. Ob er sich mit ihr paaren darf, entscheidet dennoch das Weibchen.[8]
- Flusspferdbullen überzeugen die Weibchen von ihrer Stärke und ihrer Gesundheit, indem sie ihre Fäkalien mit dem Schwanz möglichst weit in alle Richtungen verteilen.[9]
- Männliche Klappmützen tragen eine große Nase, die sie mit Luft aufblasen, um größer und imposanter zu erscheinen und ggf. Kämpfe mit Artgenossen im Vorfeld zu vermeiden.[10]

#### Balzrituale bei Vögeln
Vögel verfolgen eine Reihe unterschiedlicher Balzstrategien. Die Männchen zeigen den Weibchen unter anderem durch Singen, Tanzen, Nester und Lauben Bauen, Kämpfen sowie das Heranschaffen von essbaren Brautgeschenken, dass es sich lohnt sich für sie zu entscheiden.
Einige Beispiele für Balzverhalten von Vögeln:

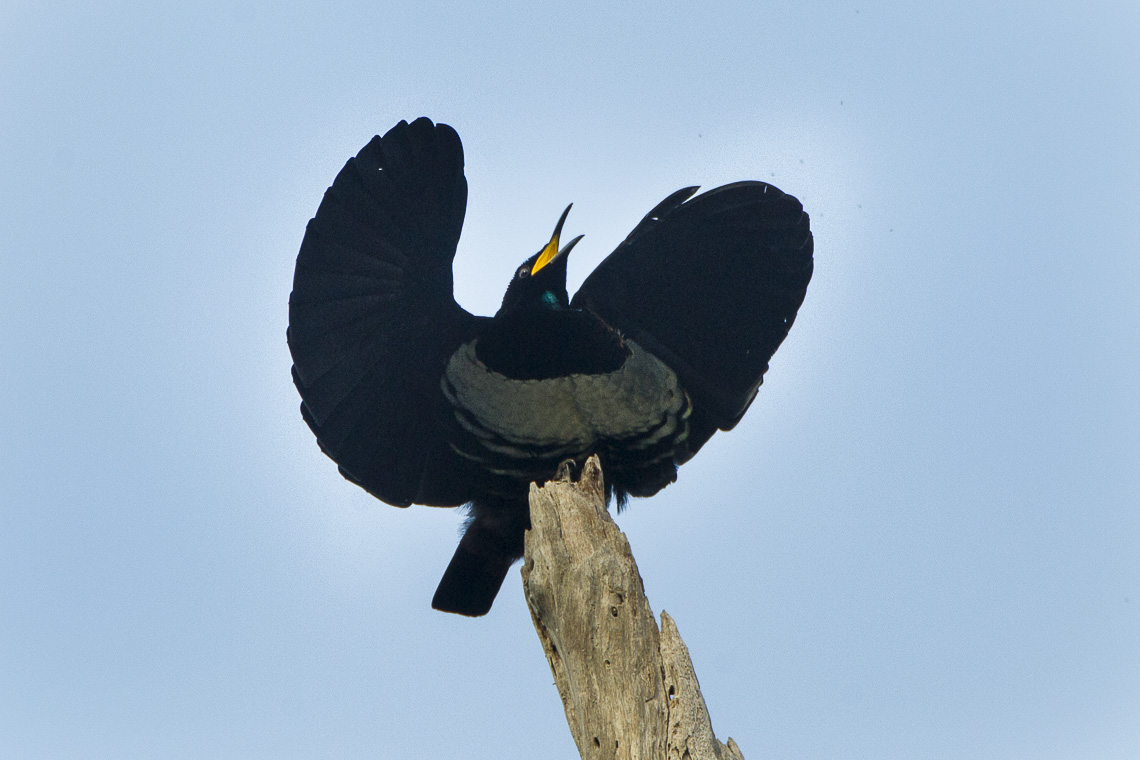
Balztanz des Viktoria-Paradiesvogels, Queensland, Australien

- Balzgesang des Auerhahns (Auerhuhn) am Standbaum[6]
- Balztänze diverser Paradiesvögel (wie dem Pracht-Kragenparadiesvogel), Kranichen etc.[11]
- Nestbau männlicher Webervögel
- Aufwändiger Bau von mit zahlreichen Gegenständen dekorierten Lauben durch Laubenvögel wie z. B. den Seidenlaubenvogel[12]
- Aggressive Kämpfe der Erpel vor weiblichen Stockenten[13]
- Bau der Nisthöhle durch männliche Stare[14]
- Brautgeschenk, üblich unter anderem bei Eisvögeln  und Bienenfressern[15]

#### Balzrituale bei Fischen
- Zickzacktanz männlicher Stichlinge vor laichreifen Weibchen[6]
- Zwergdrachenflosser aus der Familie der Glandulocaudinae locken Weibchen mit Hilfe eines Anhängsels ihrer Kiemen an, das wie eine Fliegenlarve oder ein ins Wasser gestürztes Insekt aussieht.[16]

#### Balzrituale bei Reptilien und Amphibien
- Paarungsknäuel bei Nattern[6]
- Beim Tungara-Frosch ist der Balzruf so laut, dass er nicht nur die Weibchen, sondern auch Beutegreifer wie Fledermäuse auf sich aufmerksam macht, was tödlich enden kann.[17]

#### Balzrituale bei Gliederfüßern

Skorpione beim Paarungstanz

- Weibliche Skorpione locken ihre Partner durch Duftstoffe an. Die eigentliche Paarung erfolgt nach einem komplexen Balzritual, bei dem der männliche Skorpion die Scheren (Pedipalpen) des Weibchens ergreift und mit ihr tanzt, bis er seine Spermien an einer flachen Stelle deponiert und es zur indirekten Befruchtung kommt.[18]
- Pfauenspinnen, die zu den Springspinnen zählen, tanzen ritualisierte Schrittfolgen, wobei die Vielfalt und Korrektheit der tänzerischen Darbietung direkten Einfluss auf den Paarungserfolg hat.[19]

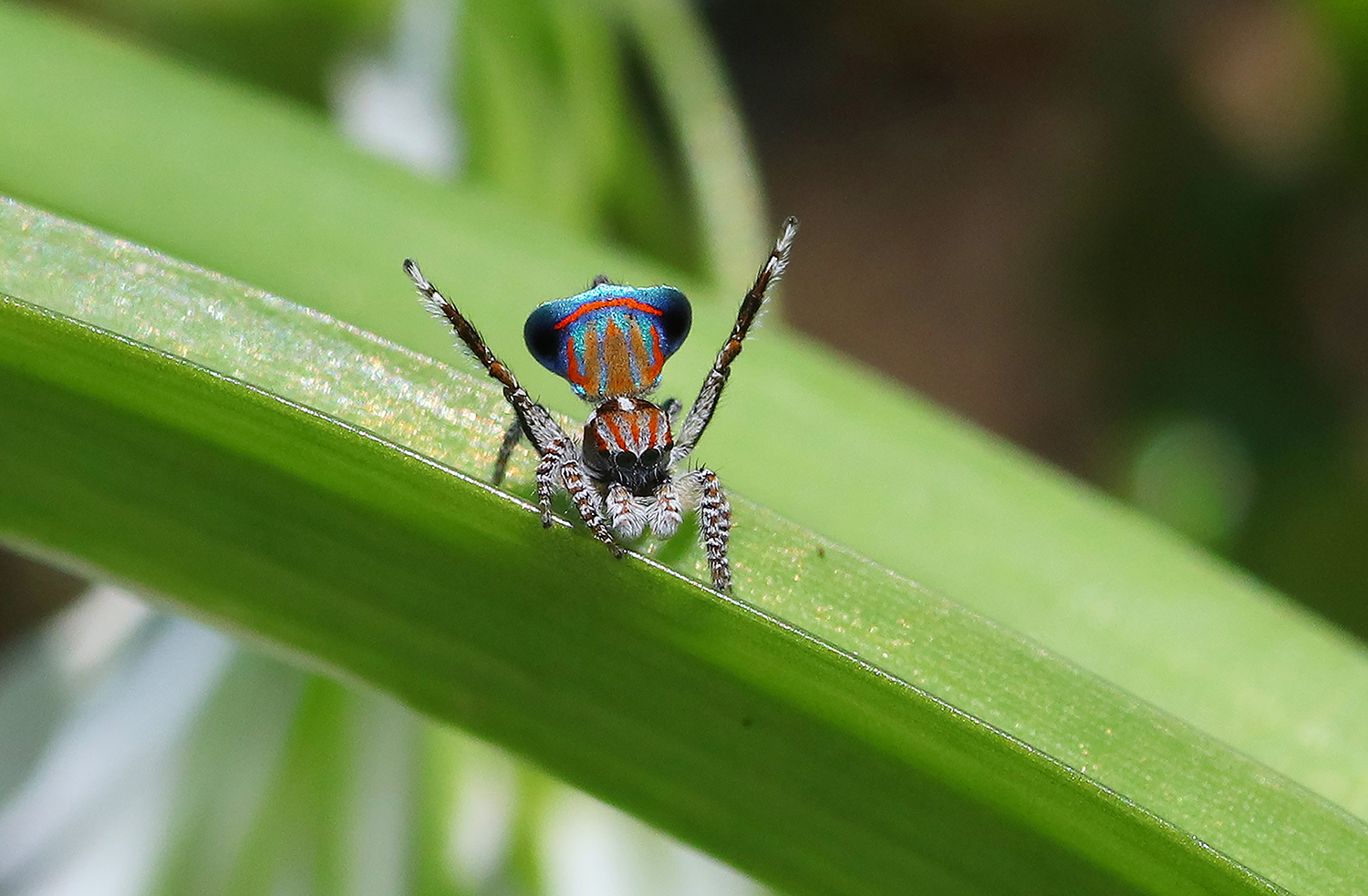
Die Pfauenspinnen-Art Maratus tasmanicus: Jeder Tanzschritt muss perfekt ausgeführt werden

- Winkerkrabben haben zwar eine eigens für die Balz reservierte, übergroße Schere, die nur zum Winken dient, aber die Krabbenweibchen sind sehr wählerisch: sie sehen sich mitunter bis zu 100 Höhlen an, bevor sie sich für eine entscheiden.[20]

### Die Brutpflege
Durch Brutpflege sollen der Schutz und die Versorgung von Nachkommen sichergestellt werden. Brutpflege beinhaltet Aktivitäten wie das Bewachen des Geleges und/oder der Jungtiere, deren Versorgung mit Nahrung und Wasser sowie deren Tarnung, Schutz vor Witterung (Wärmen, Schatten spenden) und Verteidigung gegen Feinde. Aber auch das Säubern der Jungen und des Nests (oder der Höhle), ihr Transport und die Vermittlung überlebenswichtiger Fähigkeiten sind Teil der Brutpflege.
Dabei ist die elterliche Investition gering, wenn dafür eine hohe Anzahl von Jungtieren zur Welt kommt, diese Fortpflanzungsstrategie wird auch als r-Strategie bezeichnet. Bei wenigen Jungtieren, die zudem später geschlechtsreif werden, wächst hingegen die elterliche Investition pro Jungtier stark an. Diesen hohen Brutpflegeaufwand betreiben überwiegend Säugetiere, wie Primaten, Biber, Elefanten, Bären und Wale.
Entsprechend den Erkenntnissen von William D. Hamilton lohnt sich Brutpflege nur, wenn sie erfolgreich ist und zwar auch dann, wenn dies mehr Arbeit für die Verwandtschaft bedeutet. Helfende Geschwisterkinder, unterstützende Junggesellen und fütternde Tanten handeln im Tierreich daher, gemäß der Hamilton-Regel, nicht in erster Linie aus Altruismus, sondern tragen durch ihren Beitrag zum Erhalt der jeweiligen Art bei.
Das Brutpflegeverhalten wird bei Säugetieren hormonell durch Tragzeit und Geburt ausgelöst, während Vögel durch die Eiablage ebenfalls entsprechende Hormone produzieren.
Manche Huftiere müssen unmittelbar nach der Geburt Kontakt zum Jungtier aufbauen, um die Bindung zum Nachwuchs zu stärken. Besteht hierzu keine Möglichkeit, kann ihre Bereitschaft, für den Nachwuchs zu sorgen, erlöschen.
Die Bereitschaft sich um Jungtiere oder Eier zu kümmern, wird unter anderem durch Reize aufrechterhalten, die von diesen ausgehen (z. B. Bettelverhalten und Kindchenschema).

#### Gemeinschaftliche Brutpflege durch die Gruppe

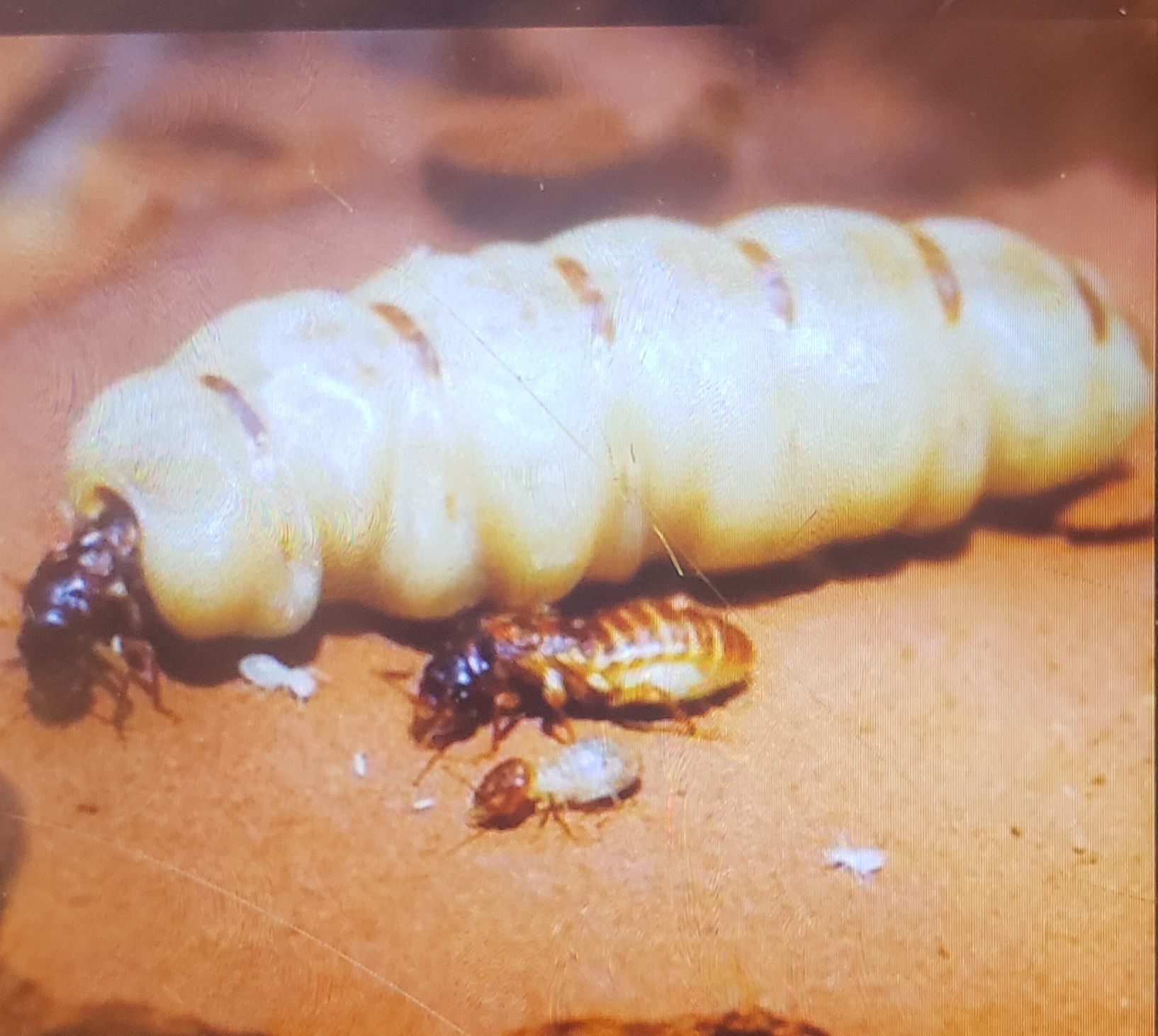
Termitenköniginnen sind durch die Spezialisierung um ein Vielfaches größer als andere Mitglieder des Insektenstaates

- Bei Weißbüschelaffen helfen sämtliche Gruppenmitglieder der Mutter bei der Aufzucht. Meist werden Zwillinge geboren und insbesondere die erwachsenen Männchen kümmern sich intensiv um den Nachwuchs.[23]
- Der Nacktmull lebt in Kolonien, in denen wenige Weibchen dafür zuständig sind Nachwuchs zur Welt zu bringen. Durch kooperative Arbeitsteilung übernimmt die Gruppe die Brutpflege, was sie zur einzigen eusozialen Säugetierart macht.[24]
- Staatenbildende Insekten wie Ameisen, Termiten, Bienen, und ein Teil der Wespen ziehen ihre Nachkommen gemeinschaftlich auf. Wenige geschlechtsreife Königinnen sorgen für Nachkommen, während Arbeiterinnen, Soldatinnen und Drohnen alle anderen Aufgaben, einschließlich der Brutpflege, übernehmen.[25]

#### Gemeinschaftliche Brutpflege beider Eltern
Widmen sich beide Elternteile der Aufzucht der Jungtiere, so leben diese in serieller oder dauerhafter Monogamie. Dies ist bei zahlreichen Vogelarten und einigen Säugetieren der Fall.
Der Zoologe Irenäus Eibl-Eibesfeldt bewertet die Entstehung von Brutpflege evolutionsbiologisch als wichtige Voraussetzung für die Bildung von sozialen Gruppen und Familienverbänden.
Darüber hinaus gilt gemeinschaftliche Brutpflege als eine der biologischen Vorbedingungen für das Entstehen von Kooperationen.
Bei Tierarten, die sich normalerweise gemeinschaftlich der Aufzucht ihrer Jungen widmen, wie z. B. den Blaumeisen, kann der Ausfall eines Elternteils den Bruterfolg gefährden. Immerhin gelingt es alleinerziehenden Meisenvätern, in zwei Dritteln der Fälle, zumindest einen Teil ihrer Küken durchzubringen. Kann der verbliebene Elternteil jedoch nicht genügend Futter heranschaffen, so sterben die Küken. In kalten Jahren ist es auch nicht unüblich, dass sie erfrieren, insbesondere wenn die Mutter fehlt, da männliche Blaumeisen der Brutfleck fehlt und sie ihre Küken schlechter wärmen können.

#### Mütter mit höherem Reproduktionsaufwand

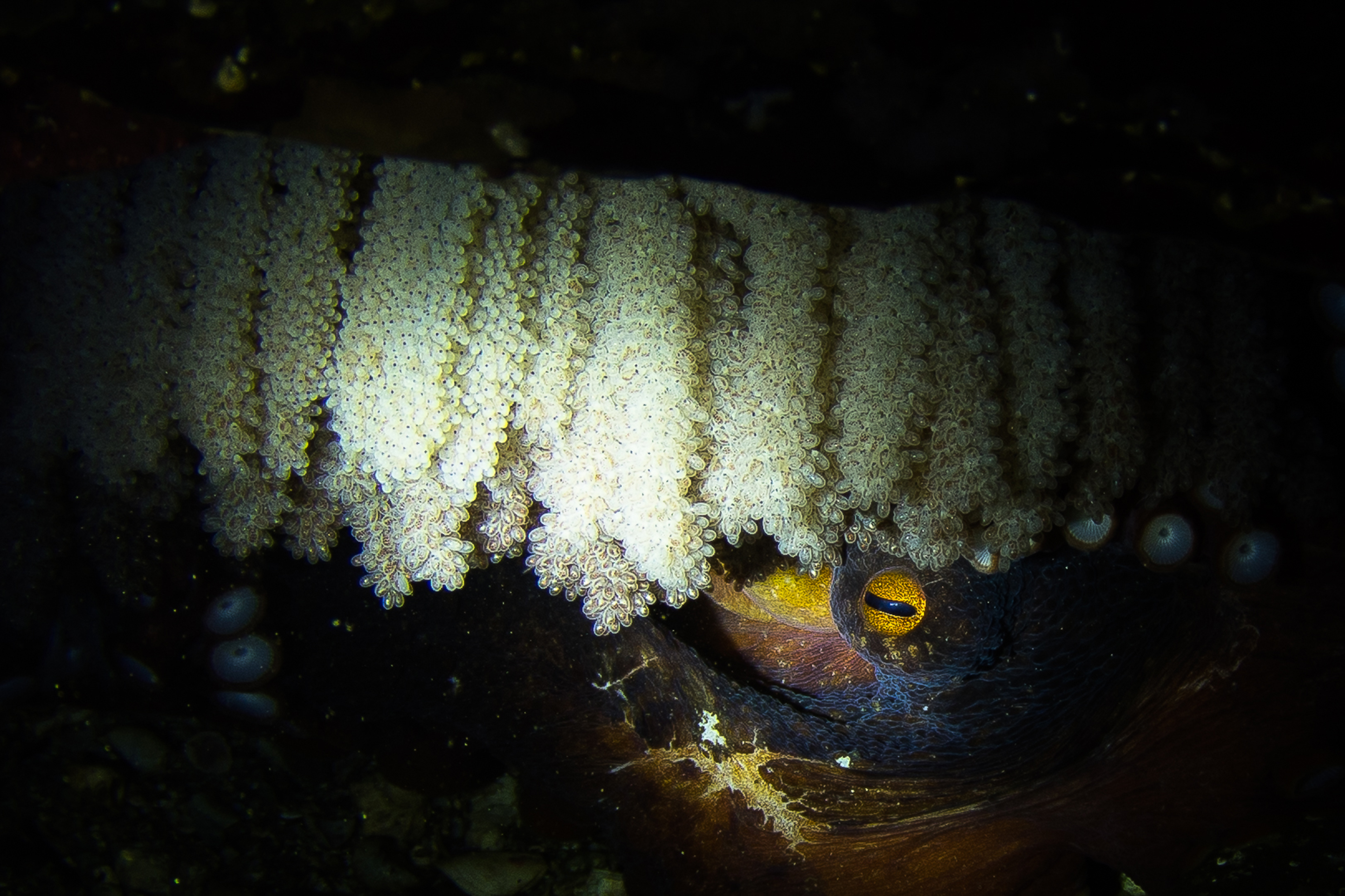
Beim Pazifischen Riesenkraken kümmert sich die Mutter um den Nachwuchs, mitunter dauert das über vier Jahre. Danach stirbt sie.

- Braun- und Eisbärenmütter ziehen sich den Winter über in eine Höhle zurück, bringen ihre Jungen allein zur Welt, säugen sie vier Monate lang, ohne in dieser Zeit selbst auf Jagd gehen zu können. Sie sind auch allein für die weitere Aufzucht der Jungtiere verantwortlich.[28]
- Elchkühe bringen ein bis drei Junge zur Welt, die sie ohne Hilfe der Männchen aufziehen. Nur die Hälfte überlebt das erste Lebensjahr.[29]
- Grauwalmütter müssen sich vor der Geburt der Jungtiere eine Speckschicht zulegen, da es in den warmen Gewässern, in denen sie ihren Jungen zur Welt bringen, kaum Nahrung gibt. Die lange Wanderung zurück in die Jagdgründe ist entbehrungsreich und gefährlich, unter anderem weil Orcas die Jungtiere oft auf der Reise angreifen.[30]
- Pazifische Riesenkraken sind semelpar, d. h. die Weibchen vermehren sich nur einmal im Leben und sterben nach Abschluss der Brutpflege, die im Ausnahmefall mehr als vier Jahre in Anspruch nehmen kann.[27]

#### Väter mit höherem Reproduktionsaufwand
Es ist relativ selten, dass Väter den Großteil der Brutpflege übernehmen
- Beim Seepferdchen übernimmt das Männchen sogar das Austragen der Jungtiere.[31]

- Bei den polygamen Nandus brütet der Vater gleich die Gelege mehrerer Hennen alleine aus  und übernimmt auch das Führen der Küken.[32]

- Männliche Riesenwanzen tragen das Gelege auf dem Rücken, was die Tiere bis zum Schlupf der Jungen (nach ca. einem Monat) flugunfähig macht.[33]